# Cristina Elena Grigoraş
Cristina Elena Grigoraş (Satu Mare, Rumania, 11 de febrero de 1966) es una gimnasta artística campeona olímpica en 1984 en el concurso por equipos.

## 1980
En los JJ. OO. de Moscú gana la plata por equipos, tras la Unión Soviética y por delante de Alemania del Este.

## 1984
En los JJ. OO. de Los Ángeles gana el oro por equipos, por delante de Estados Unidos y China, siendo sus compañeras: Laura Cutina, Simona Pauca, Simona Păucă, Ecaterina Szabo y Mihaela Stănuleţ. 